# Claude de Loynes d'Autroche
Claude de Loynes, seigneur d'Autroche, de La Porte, de Brévainville et du Mesnil (né le 1er janvier 1744 à Orléans et mort le 17 novembre 1823 à Orléans), est un homme de lettres, traducteur et agronome français.

## Biographie
Claude de Loynes d'Autroche est le fils de Jean de Loynes d'Autroche, seigneur de Montrieux, échevin d'Orléans, et de Marie Thérèse du Coing de La Porte, et neveu du général Louis de Loynes de Morett, aide de camp du duc d'Estrées et premier échevin d'Orléans.
En 1767, il réalise un voyage en Italie, dans une optique religieuse et en tant qu'amateur des arts et des lettres. Sur son retour, il visite Voltaire en son château de Ferney. Il en fut admiratif de son génie et affligé de son impiété, exprimant à ce sujet : « je sortis de Ferney meilleur chrétien que je n'y suis rentré ».
Rentré à Orléans, il épouse Charlotte Thérèse de Sailly, fille de Charles Joseph de Sailly, seigneur de Theuvy, capitaine d'infanterie, commissaire d'extraordinaire d'artillerie et chevalier de Saint-Louis, et de Marie-Charlotte Laisné de Sainte-Marie. Il se retire dans son domaine de Sandillon, où il se fait construire le château de La Porte en 1776, et s'occupe de travaux littéraires et agronomiques.
En 1780, il est l'un des pétitionnaires qui écrivent à Necker afin d'obtenir des secours face à la maladie rouge faisant des ravages au sein des troupeaux de moutons de Sologne.
Concourant à un prix de la Société royale de physique, d'histoire naturelle et des arts d'Orléans, dont il est membre, il rédige un Mémoire sur l'amélioration de la Sologne, qui est publié en 1787. Il y défend notamment l'entretien des prairies naturelles et s'oppose aux prairies artificielles, qu'il juge plus adaptées aux régions grasses et fertiles telles la Beauce. Il pense que la Sologne devrait consacrer moins de terres à la culture et mieux entretenir les fossés pour le drainage, et soutient qu'il faut supprimer les étendues marécageuses (en conservant les étangs) et reboiser la Sologne. D'Autroche suggère une amélioration des techniques culturales et pastorales, et non une révolution agricole.
Ses travaux agronomiques seront repris notamment par Claude Jean-Baptiste Huet de Froberville et Antoine Lavoisier, ainsi que cités dans plusieurs cahiers de doléances (Saint-Viâtre, Brinon-sur-Sauldre, etc).
Membre de la Société royale d'agriculture de la généralité d'Orléans depuis 1775, il en est le directeur du 27 février 1787 au 12 février 1788.
Il est également chevalier d'honneur au bailliage et présidial d'Orléans et administrateur du département.
Pieux, il se montre d'une grande générosité envers le séminaire d'Orléans, la maison de la Providence, les églises et les pauvres.

## Publications
- Mémoire sur l'amélioration de la Sologne, 1787.
- Vues générales sur l'état de l'agriculture dans la Sologne, par Huet de Froberville, 1788.
- La conquête du Mexique (1823)
- Traduction nouvelle des psaumes de David en vers françois, avec le latin de la Vulgate en regard (1820)
- Les Mérinos français, poème en deux chants (1819)
- Gerusalemme liberata (1810)
- L'Esprit de Milton, ou Traduction en vers français du Paradis perdu, dégagée des longueurs et superfluités qui déparent ce poème, par l'auteur des traductions en vers français des Odes d'Horace et de l'Énéide de Virgile (1808)
- Traduction de l'Énéide... en vers français, suivie de notes... (1804)
- Traduction libre des Odes... en vers françois... (1789)
- Amélior. de la Sologne (1787)
- Mémoire sur l'amélioration de la Sologne (1787)
- Éloge de M. l'abbé de Condillac, prononcé dans la Société royale d'agriculture d'***, le 18 de janvier 1781 (1781)